# Parahyba Mulher Macho
Parahyba Mulher Macho, ou Parahyba, Mulher Macho, é um filme brasileiro de 1983, do gênero drama histórico-biográfico, dirigido por Tizuka Yamazaki, com roteiro da própria diretora e de José Joffily, baseado em seu livro Anayde Beiriz, Paixão e Morte na Revolução de 30, por sua vez inspirado na vida de Anaíde Beiriz e nos eventos relacionados à Revolução de 1930.

## Sinopse

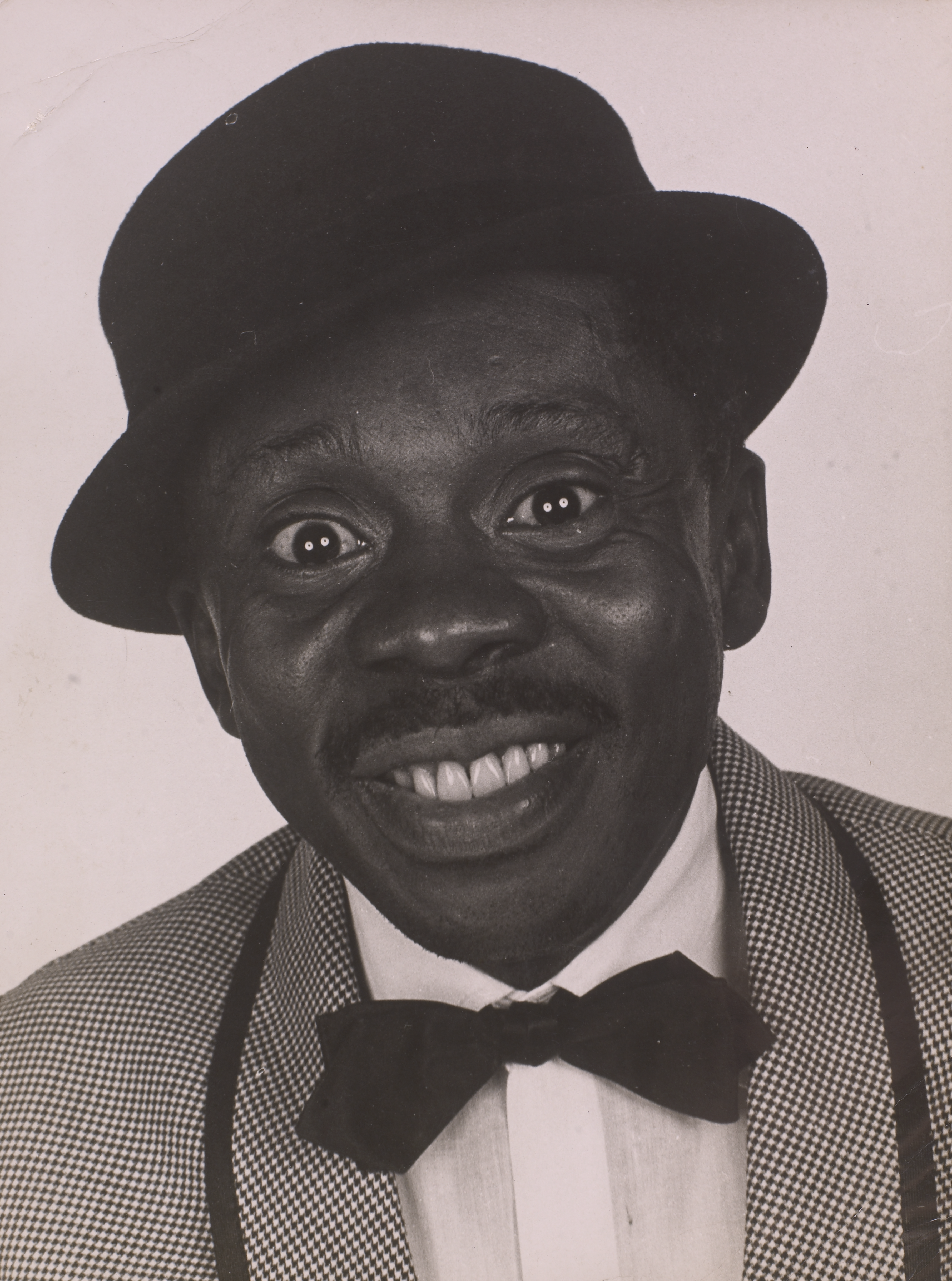
Grande Otelo faz parte do elenco do filme.

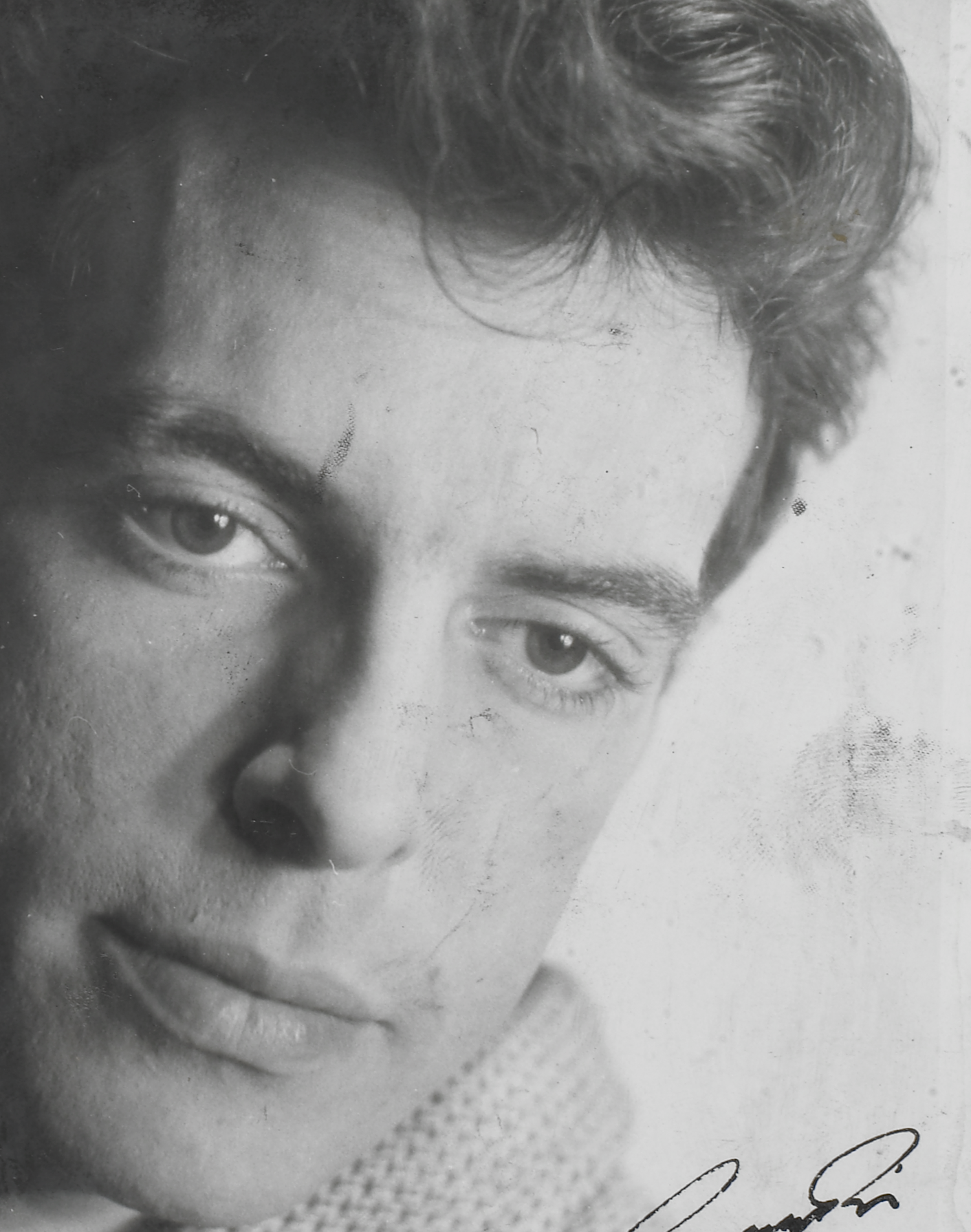
Oswaldo Loureiro também fez parte do elenco.

Conta uma importante parte da história do Brasil, através da sua personagem principal, Anayde Beiriz, uma poeta, jornalista e professora revolucionária e libertária do começo do século XX, conhecida por seu liberalismo sexual, o qual chocava a Paraíba pré-Revolução de 30. Seu amor por João Dantas acaba por forjar a morte de João Pessoa, o então governador do estado da Paraíba, Brasil. Esses acontecimentos serviram de estopim para a mencionada revolução.

## Elenco
- Tânia Alves
- Claudio Marzo
- Walmor Chagas
- Alberto Amaral
- Luís de Lima
- Chico Díaz
- José Dumont
- Grande Otelo
- Geninha da Rosa Borges
- Bráulio Tavares
- Fernando Teixeira
- Germano Haiut
- Oswaldo Loureiro
- José Marinho
- Valéria Loretto
- Andrey Salvador
- José Mário Austregésilo
- Andréa Lins e Mello Beltrão
- Jessel Buss
- Cristina Cavalcanti
- Isa Fernandes
- Leandro Filho
- Alvaro Freire
- Arthur Muhlenberg
- Adelmar Oliveira

## Prêmios e indicações
| Evento                                    | Prêmio/categoria                     | Recipiente                                                 | Resultado |
| ----------------------------------------- | ------------------------------------ | ---------------------------------------------------------- | --------- |
| Festival de Brasília 1983                 | Melhor fotografia                    | Edgar Moura                                                | Venceu    |
| Festival de Brasília 1983                 | Melhor cenografia                    | Yurika Yamasaki                                            | Venceu    |
| Festival de Brasília 1983                 | Melhor trilha sonora                 | Walter Goulart, Juarez Dagoberto da Costa e Lael Rodrigues | Venceu    |
| Festival de Brasília 1983                 | Melhor técnico de som                | Juarez Dagoberto da Costa                                  | Venceu    |
| Festival de Brasília 1983                 | Melhor longa-metragem (júri popular) | Melhor longa-metragem (júri popular)                       | Venceu    |
| Festival de Cartagena 1983                | Melhor direção                       | Tizuka Yamazaki                                            | Venceu    |
| Festival de Cartagena 1983                | Melhor atriz                         | Tânia Alves                                                | Venceu    |
| Festival de Cartagena 1983                | Melhor filme                         | Melhor filme                                               | Venceu    |
| Festival de Biarritz 1983                 | Grande Prêmio do Júri                | Grande Prêmio do Júri                                      | Venceu    |
| Associação dos Críticos da Andaluzia 1983 | Prêmio Especial do Júri Popular      | Prêmio Especial do Júri Popular                            | Venceu    |
| Festival de Huelva 1983                   | Prêmio da Conferência dos Cineclubes | Prêmio da Conferência dos Cineclubes                       | Venceu    |
| Festival de Huelva 1983                   | Prêmio Especial do Júri              | Prêmio Especial do Júri                                    | Venceu    |
| Festival de Havana 1983                   | Melhor interpretação feminina        | Tânia Alves                                                | Venceu    |